# Poncio de Torrella
Ponce de Torrella ( -1254) fue uno de los obispos de la diócesis de Tortosa en 1212.
Siendo ya prior de la misma iglesia, fue elegido como obispo pocos días después de la muerte del obispo anterior, Gombal de Santa Oliva y consagrado poco después, cuando el 22 de marzo de 1213, Pedro II, desde Lérida, le expidió un documento que le proporcionaba inmunidad.
Colaboró con el rey Jaime I en algunas de sus expediciones, así como recibió del mismo algunas donaciones, como la del castillo de Mirabet, el de Sufera y también algunas casas en Peñíscola.
Prestó al monarca aragonés poderosa ayuda durante el primer asedio que este último llevó a cabo a Peñíscola, pues tenía interés en que este ampliase los dominios que formarían parte de su diócesis.
Una vez conquistados estos castillos, se dedicó a repoblar de cristianos todo el territorio, cuyo distrito quedó constituido además de los citados por el castillo de Albalat, la villa de Cabanes y las tierras que posteriormente formaron las actuales Benlloch y Torreblanca.
Sus restos se encuentran enterrados en un arca funeraria de piedra que está encajada en un muro de la catedral de Tortosa, junto a otros cuatro obispos de la época de la canónica agustiniana.
| Predecesor: Gombau de Santa Oliva | Obispo de Tortosa 1212-1254 | Sucesor: Bernardo de Olivella |